# Great Wall Pan Asia Holdings

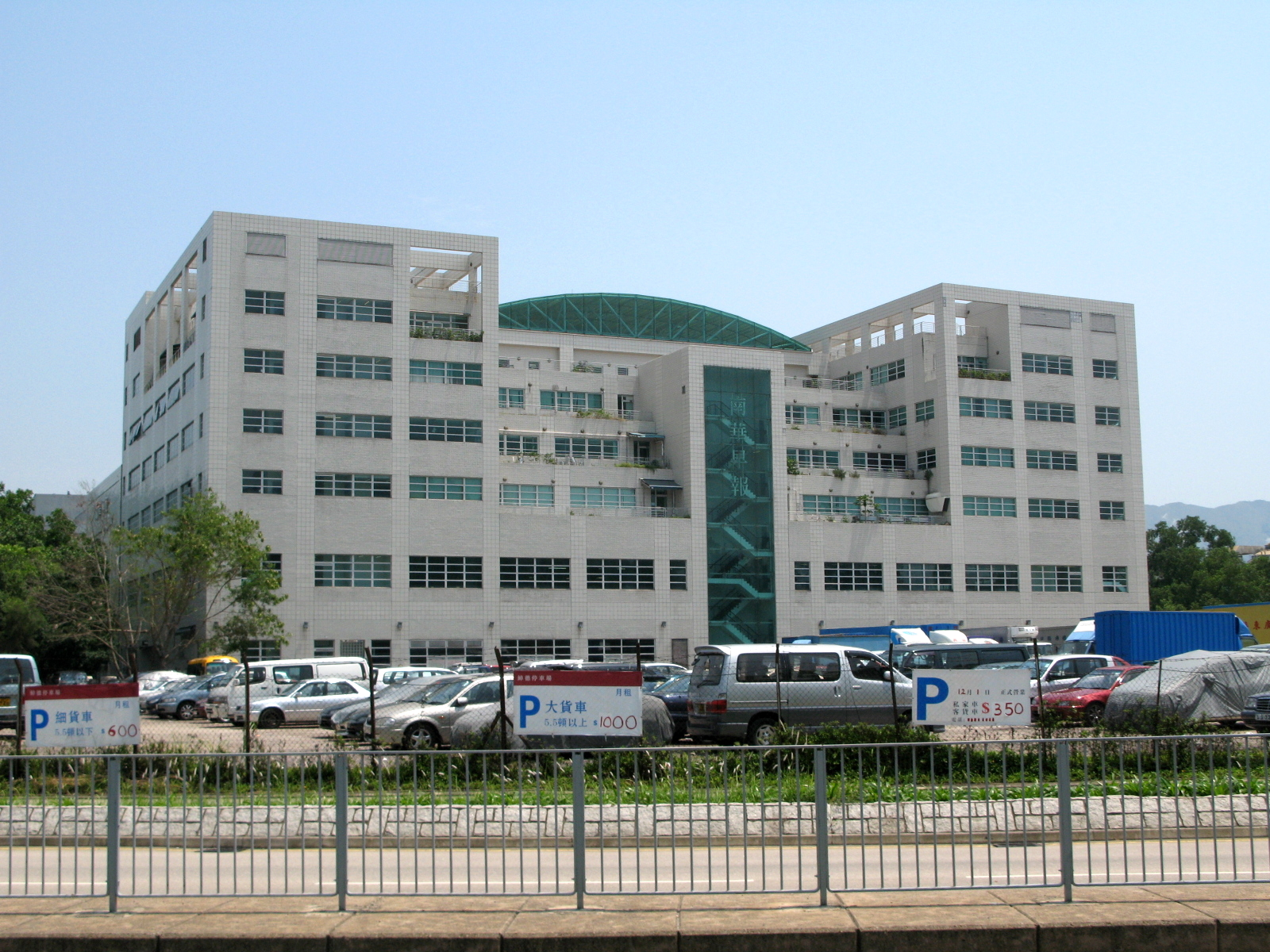
Штаб-квартира Great Wall Pan Asia Holdings

Great Wall Pan Asia Holdings —  гонконгская компания в сфере недвижимости и финансовых услуг. Была основана в 1903 году для издания ежедневной англоязычной газеты South China Morning Post, позже была реорганизована в SCMP Group и стала выпускать воскресное приложение Sunday Morning Post и гонконгские версии журналов Cosmopolitan, Cosmogirl, Harper’s Bazaar, Automobile, Maxim, Elle и InStyle, а также обзавелась новостным сайтом scmp.com. С 1971 года котируется на Гонконгской фондовой бирже. Также занималась полиграфическим бизнесом, розничными продажами, рекламой и операциями с недвижимостью, управляла сетью киосков Daily Stop, которые располагались на станциях метро и в торговых центрах (продала бизнес розничной корпорации 7-Eleven). Кроме того, группа вышла из музыкального и книгоиздательског бизнеса, постпродакшена видео и фильмов. Штаб-квартира SCMP Group расположена в округе Тайпоу.
В декабре 2015 года корпорация Alibaba Group договорилась с SCMP Group о покупке за 266 млн долларов газеты South China Morning Post, агентства наружной рекламы, журналов и интернет-ресурсов (фактически SCMP Group ушла с рынка печатных средств массовой информации, сосредоточившись на других отраслях бизнеса). В связи с этим название компании было изменено на Armada Holdings Limited, а в августе 2016 года компания была куплена китайским государственным фондом по управлению активами China Great Wall Asset Management, став его дочерней структурой по инвестициям в Гонконге Great Wall Pan Asia Holdings.

## История
Компания основана в 1903 году, когда вышел первый номер South China Morning Post. В 1971 году вышла на Гонконгскую фондовую биржу и приобрела доли в деловых газетах Asian Wall Street Journal и Far Eastern Economic Review. В 1986 году контрольный пакет акций в SCMP Group приобрела News Corporation австралийского медиа-магната Руперта Мердока (продавцами выступили The Hongkong and Shanghai Banking Corporation и Hutchison Whampoa). В 1987 году News Corporation избавилась от акций Asian Wall Street Journal и Far Eastern Economic Review.

Логотип South China Morning Post

В 1990 году холдинговая компания SCMP Group была зарегистрирована на Бермудах, в 1992 году группа купила китаеязычную газету Wah Kiu Yat Po и долю в тайской компании The Post Publishing Co (издаёт газеты Bangkok Post и Post Today). В 1993—1994 году крупным акционером SCMP Group стала Kerry Group малайского миллиардера китайского происхождения Роберта Куока, который выкупил долю Мердока. В 1995 году SCMP Group перенесла полиграфическую фабрику и центр дистрибуции в округ Тайпоу, продав прежнюю штаб-квартиру в районе Куорри-Бэй холдингу Swire Group. В том же году было прекращено издание газеты Wah Kiu Yat Po.
В 1996 году South China Morning Post появилась в интернете и приобрела TVE (Holdings) Ltd, выйдя на рынок развлечений и недвижимости. В 2002 году SCMP Group продала своё подразделение, занимавшееся клубами и детскими садами, в 2004 году продала розничную сеть Daily Stop, в 2008 году продала музыкальную издательскую компанию Capital Artists и бизнес по производству видеофильмов.
По состоянию на 2011 год группа контролировала дочерние компании Coastline International Limited, Lyton Investment Limited, Mai Xin Advertising Communications (Beijing) Co Ltd., Recruitment Consulting Networks Limited, SCMP Magazines Publishing (HK) Limited и другие. В 2013 году SCMP Group закончила приобретение гонконгского подразделения компании Asia City Media Group, которая издавала HK Magazine, The List и Where Hong Kong.

## Деятельность
Основой деятельности является инвестиции в недвижимость в Гонконге, в частности такие небоскрёбы, как Bank of America Tower, Yue King Building, Sea View Estate, Ko Fai Industrial Building и The Yue King Building. Кроме этого компании принадлежит около 30 тысяч м² земли под застройку на Новых Территориях. Ещё одним крупным активом является доля в гонконгской франшизе австралийской сети книжных магазинов Dymocks Booksellers.
Основная часть операционной прибыли приходится на рост цен на недвижимость в портфолио компании, поэтому она значительно превышает размер выручки. Чистая прибыль превышает операционную, поскольку включает доли от чистых прибылей неконсолидированных структур (доля в которых менее 50 %).